# Wurlali
Le Wurlali, également connu sous le nom Wuwapla, est un stratovolcan d'Indonésie situé sur l'île de Damer. Il culmine à 868 mètres d'altitude.